# Rem als Jocs Olímpics d'estiu de 1936
Als Jocs Olímpics d'Estiu de 1936 celebrats a la ciutat de Berlín (Alemanya) es disputaren set proves de rem, totes elles en categoria masculina. La competició tingué lloc entre els dies 11 i 14 d'agost de 1936.

## Comitès participants
Hi participaren un total de 313 remers de 24 comitès nacionals diferents:
| - Alemanya (26) - Argentina (3) - Austràlia (12) - Àustria (9) - Bèlgica (7) - Brasil (21) - Canadà (10) - Dinamarca (16) - Estats Units (26) - Estònia (1) - França (19) - Hongria (23) | - Itàlia (22) - Iugoslàvia (14) - Japó (16) - Noruega (1) - Països Baixos (11) - Polònia (11) - Regne Unit (18) - Sud-àfrica (1) - Suècia (5) - Suïssa (16) - Txecoslovàquia (17) - Uruguai (8) |

## Resum de medalles
| Prova                        | Or | Plata | Bronze |
| Scull individual detalls     | Gustav Schäfer | Josef Hasenöhrl | Daniel Barrow |
| Doble scull detalls          | Regne UnitJack Beresford · Leslie Southwood | AlemanyaWilli Kaidel · Joachim Pirsch | PolòniaRoger Verey · Jerzy Ustupski |
| Dos sense timoner detalls    | AlemanyaWilli Eichhorn · Hugo Strauß | DinamarcaHarry Larsen · Peter Olsen | ArgentinaHoracio Podestá · Julio Curatella |
| Dos amb timoner detalls      | AlemanyaGerhard Gustmann · Herbert Adamski · Dieter Arend                                                                                        | ItàliaAlmiro Bergamo · Guido Santin · Luciano Negrini | FrançaMarceau Fourcade · Georges Tapie · Noël Vandernotte |
| Quatre sense timoner detalls | AlemanyaRudolf Eckstein · Anton Rom · Martin Karl · Wilhelm Menne                                                                                | Regne UnitThomas Bristow · Alan Barrett · Peter Jackson · John Sturrock                                                                                              | SuïssaHermann Betschart · Hans Homberger · Alex Homberger · Karl Schmid                                                                                       |
| Quatre amb timoner detalls   | AlemanyaHans Maier · Walter Volle · Ernst Gaber · Paul Söllner · Fritz Bauer                                                                     | SuïssaHermann Betschart · Hans Homberger · Alex Homberger · Karl Schmid · Rolf Spring                                                                                | FrançaFernand Vandernotte · Marcel Vandernotte · Jean Cosmat · Marcel Chauvigné · Noël Vandernotte                                                            |
| Vuit amb timoner detalls     | Estats UnitsHerbert Morris · Charles Day · Gordon Adam · John G. White · James McMillin · George Hunt · Joseph Rantz · Donald Hume · Robert Moch | ItàliaGuglielmo Del Bimbo · Dino Barsotti · Oreste Grossi · Enzo Bartolini · Mario Checcacci · Dante Secchi · Ottorino Quaglierini · Enrico Garzelli · Cesare Milani | AlemanyaAlfred Rieck · Helmut Radach · Hans Kuschke · Heinz Kaufmann · Gerd Völs · Werner Loeckle · Hans-Joachim Hannemann · Herbert Schmidt · Wilhelm Mahlow |

## Medaller
| Posició | País         | Or | Argent | Bronze | Total |
| 1       | Alemanya     | 5  | 1      | 1      | 7     |
| 2       | Regne Unit   | 1  | 1      | 0      | 2     |
| 3       | Estats Units | 1  | 0      | 1      | 3     |
| 4       | Itàlia       | 0  | 2      | 0      | 2     |
| 5       | Suïssa       | 0  | 1      | 1      | 2     |
| 6       | Àustria      | 0  | 1      | 0      | 1     |
| 6       | Dinamarca    | 0  | 1      | 0      | 1     |
| 8       | França       | 0  | 0      | 2      | 2     |
| 9       | Polònia      | 0  | 0      | 1      | 1     |